# Schmitt trigger

Efecte de l'ús de l'Schmitt trigger (B) en comptes d'un comparador (A)

En electrònica 1 Schmitt trigger o disparador de Schmitt és un tipus especial de circuit comparador. Va ser inventat pel nord-americà Otto Herbert Schmitt.

## Funcionament
El Schmitt Trigger fa servir la histèresi per prevenir el soroll que podria tapar al senyal original i que causaria falsos canvis d'estat si els nivells de referència i entrada són semblants.
Per a la seva implementació se sol utilitzar un amplificador operacional realimentat positivament, per aconseguir que sigui inestable i la seva sortida sempre saturi en algun dels dos valors de tensió d'alimentació de l'amplificador. Els nivells de referència poden ser controlats ajustant les resistències R 1 i R 2:
Per exemple, si el trigger inicialment està activat, la sortida estarà en estat alt a una tensió Vout = + Vs, i les dues resistències formaran un divisor de tensió entre la sortida i l'entrada. La tensió entre les dues resistències (entrada +) serà V +, que és comparada amb la tensió a l'entrada -, que suposarem 0 V (en aquest cas, al no haver realimentació negativa en l'operacional, la tensió entre les dues entrades no té perquè ser igual). Per produir una transició a la sortida, V + ha de descendir i arribar, almenys, a 0 V. En aquest cas la tensió d'entrada és {\displaystyle V_{in}=-V_{s}{\frac {R_{1}}{R_{2}}}}. Arribat aquest punt la tensió a la sortida canvia a Vout = -Vs. Per un raonament equivalent podem arribar a la condició per passar de -Vs a + Vs: a +Vs: {\displaystyle V_{in}=+V_{s}{\frac {R_{1}}{R_{2}}}}
Amb això es fa que el circuit creï una banda centrada en zero, amb nivells de tret ± (R 1 / R 2) V S. El senyal d'entrada ha de sortir d'aquesta banda per aconseguir canviar la tensió de sortida.
Si R 1 és zero o R ₂ és infinit (un circuit obert), la banda tindrà una amplada de zero i el circuit funcionarà com un comparador normal.
Per indicar que una porta lògica és del tipus Schmitt trigger es posa a l'interior de la mateixa el símbol de la histèresi: